# Парістріон
Фема Парістріон (грец. θέμα Παρίστριον) або Параданубій (грец. θέμα Παραδουνάβιο/Παραδούναβις) — військово-адміністративна одиниця Візантійської імперії (фема), яка розташовувалась на півночі Балканського півострова (сучасні Болгарія і Румунія). Утворено 971 року. Назва перекладається як «Надістрія» (від Істра — Дунай) або «Наддунав'я». Припинила існування близько 1187 року внаслідок відновлення Болгарського царства.

## Історія
Після битви при Доростолі 971 року між русами на чолі із Київським князем Святославом Ігоровичем та візантійцями під орудою імператора Іоанна I було укладено угоду, за якою київський князь поступався володіннями біля Дунаю. Тоді ж тут було створено фему. В її завдання входила захист дунайського кордону від Київської русі та створення військової опори для остаточного підкорення болгар. Незабаром останнє завдання стала основним, оскільки династія Комітопулів відновила Болгарське царство й почала наступ на Візантію. У 986 році болгари зайняли фему.
Лише у 1001 році візантійці увійшли на територію колишньої феми. До 1003 року її було відновлено. Знищення Болгарського царства у 1018 році сприяло захист західних меж Парістріону. З цього часу його очільники приділяють основну увагу кордону на Дунаї, де вже у 1020-х роках стали скупчуватися кочівники — узи і печеніги. У 1030-х роках з ними тривали запеклі бої, в результаті чого значну частину феми було сплюндровано. У 1048—1053 роках печенігі сплюндрували Парістріон.
У середині 1050-х років візантійцям вдалося відтіснити орди печенігів, втім у 1064—1065 роках узи сплюндрували Парістріон. Поразки від сельджуків у 1070-х роках, постійні заколоти на Балканах та в Малій Азії призвели до послаблення візантійського війська. Цим скористалися печеніги, що захопили та сплюндрували фему Парістріон. Боротьба з ними тривала до 1091 року, коли у битві при Левінуоні візантійцям в союзі з половцями було завдано нищівної поразки ворогові. З цього часу відбувається відродження феми. 
За часів династії Комнінів Парістріон стає однією з найзаможніших провінцій імперії, незважаючи на напади половців у 1114, 1147, 1154, 1160 роках. 1116 року на короткий час було захоплено Доростол (центр феми) військами Псевдо-Діогена II, але того ж року той загинув, й урядові війська відновили контроль над північно-східними районами феми. В подальшому в Парістріоні розвивалися прибережні міста Чорного моря та ті, що безпосередньо не розташовувалися біля Дунаю. 
Повалення Комнінів у 1185 році, невдала політика імператора Ісаака I призвела до вторгнення норманів на Балкани, заколотів та повстань. Найпотужнішим стало повстання болгар на чолі із братами Асенем і Петром. У 1185 році війська останніх практично повністю захопили Парістріон. Але у 1186 році візантійцям вдалося відновити тут владу. Втім недолуга політика імператора призвела до втрати феми у 1187 році, що й було зафіксовано договором між Болгарією та Візантією.

## Адміністрація
Охоплювала територію колишньої римської провінції Нижня Мезія — сучасні болгарські області біля Дунаю та румунську Добруджу. Центр спочатку розташовувався в Іоаннополі, а близько з 973 року перемістився до Доростолу. На чолі стояв стратег, а з 1018 року — дука а з 1091 року — катепан.

## Відомі очільники
- Лев Саракенопул (971—975)
- Катакалон Кекавмен (1042—1044)
- Михайло (1045—1047)
- Василь Апокап (1056—1064)
- Лв Никеріт (1091)
- Іоанн Дука Ангел (1186)